# Гібсон (Північна Кароліна)
Гібсон (англ. Gibson) — місто (англ. town) в США, в окрузі Скотленд штату Північна Кароліна. Населення — 449 осіб (2020).

## Географія
Гібсон розташований за координатами 34°45′34″ пн. ш. 79°36′25″ зх. д. / 34.75944° пн. ш. 79.60694° зх. д. (34.759475, -79.606900).  За даними Бюро перепису населення США в 2010 році місто мало площу 2,53 км², уся площа — суходіл.

## Демографія
Згідно з переписом 2010 року, у місті мешкало 540 осіб у 219 домогосподарствах у складі 137 родин. Густота населення становила 213 осіб/км².  Було 256 помешкань (101/км²).
Расовий склад населення:
| - 46,7 % — чорних або афроамериканців - 38,0 % — білих - 12,0 % — корінних американців - 1,1 % — азіатів |

До двох чи більше рас належало 1,5 %. Частка іспаномовних становила 1,3 % від усіх жителів.
За віковим діапазоном населення розподілялося таким чином: 30,2 % — особи молодші 18 років, 58,5 % — особи у віці 18—64 років, 11,3 % — особи у віці 65 років та старші. Медіана віку мешканця становила 37,3 року. На 100 осіб жіночої статі у місті припадало 82,4 чоловіків;  на 100 жінок у віці від 18 років та старших — 76,2 чоловіків також старших 18 років.
Середній дохід на одне домашнє господарство  становив 29 857 доларів США (медіана — 18 500), а середній дохід на одну сім'ю — 38 182 долари (медіана — 27 500). Медіана доходів становила 40 313 долари для чоловіків та 31 607 доларів для жінок. За межею бідності перебувало 50,8 % осіб, у тому числі 67,9 % дітей у віці до 18 років та 30,7 % осіб у віці 65 років та старших.
Цивільне працевлаштоване населення становило 117 осіб. Основні галузі зайнятості: освіта, охорона здоров'я та соціальна допомога — 29,1 %, виробництво — 24,8 %, транспорт — 11,1 %, науковці, спеціалісти, менеджери — 8,5 %.